# Paratrechina jaegerskioeldi
Paratrechina jaegerskioeldi är en myrart som först beskrevs av Mayr 1904.  Paratrechina jaegerskioeldi ingår i släktet Paratrechina och familjen myror. Inga underarter finns listade i Catalogue of Life.